# Jedediah Smith
Jedediah Strong Smith, født den 6. januar 1799 i Jericho (nu kendt som Bainbridge) i New York, formodet død den 27. maj 1831, var en amerikansk jæger, pelshandler og opdagelsesrejsende, der er gået ind i historien som udforsker af Rocky Mountains og de nordamerikanske områder mod vest og sydvest i 1800-tallet.
Smith var den første hvide mand, der ankom til Californien via overlandsruten. I 1820'erne ledede han flere ekspeditioner gennem den vestlige del af Nordamerika og udforskede blandt andet Stillahavskysten fra San Diego til Columbia River, samt South Pass (ved hjælp af krageindianerne), hvilket forkortede rejseruten over Rocky Mountains.
Senere i sin karriere blev Smith involveret i pelshandelen i Santa Fe i New Mexico. Under en rejse fra Saint Louis til Santa Fe i maj 1831 forlod Smith gruppen for at lede efter vand, men vendte aldrig tilbage. Resten af gruppen fortsatte til Santa Fe i håb om, at han var fortsat dertil, men han ankom aldrig. Kort tid efter opdagede de rejsende en mexicansk købmand, der solgte flere af Smiths personlige ejendele. Købmanden påstod, at han fået dem af en bande comanchejægere, der havde taget dem fra en hvid mand, de havde dræbt i nærheden af Cimarron River. Smiths krop blev aldrig fundet.
For sine opdagelser har Smith givet navn til en del steder i det vestlige USA, som Jedediah Smith Redwoods State Park og Smith River i det nordlige Californien, og Jedediah Smith Wilderness i Wyoming.